# 烏牛欄之役

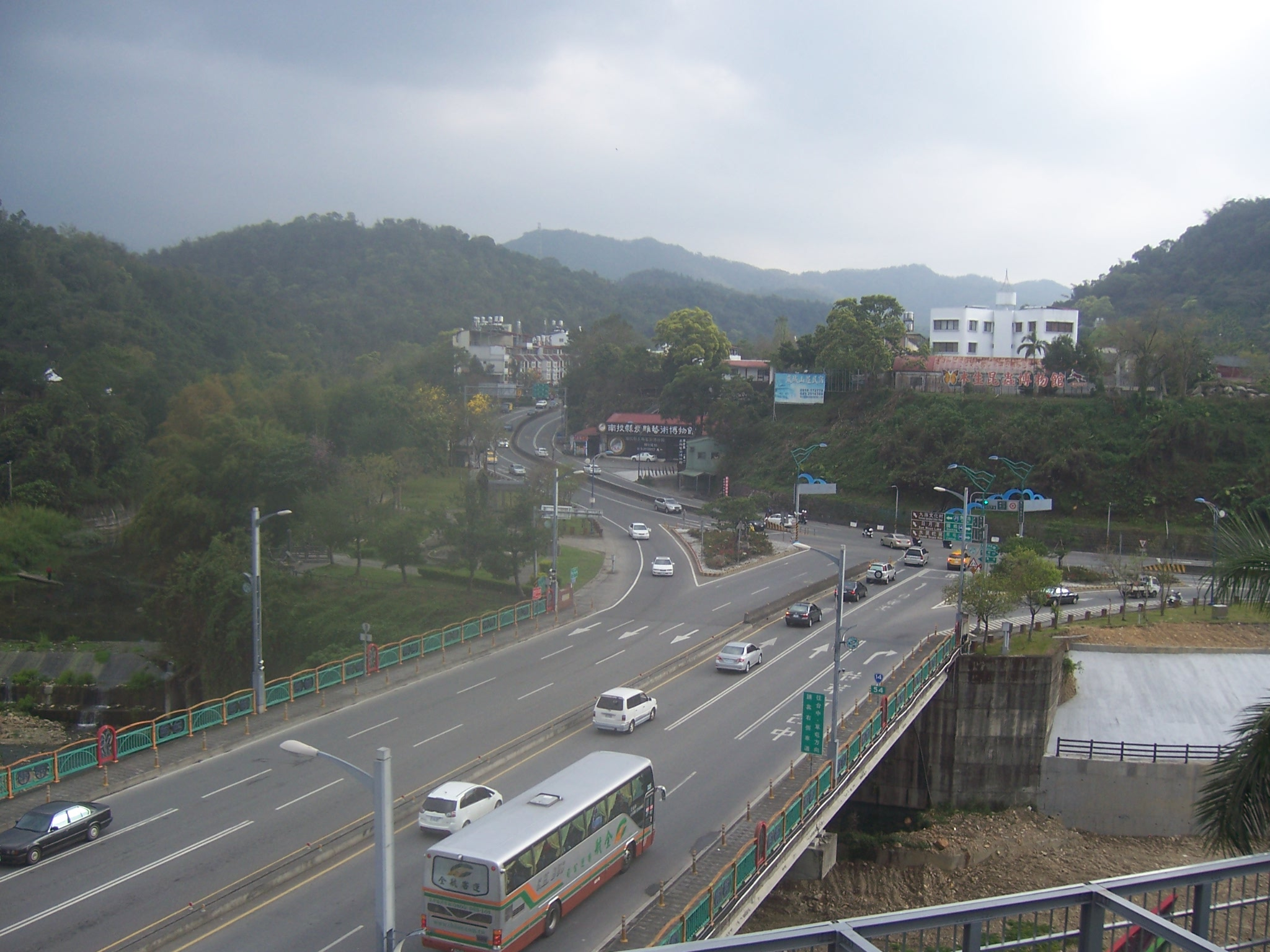
《烏牛欄之役》二七部隊警備隊與國軍21師交戰戰場今日的模樣。

烏牛欄之役（烏牛欄戰役），是台灣二二八事件的一場戰役，時間為1947年3月16日，地點位於南投縣埔里鎮烏牛欄（今愛蘭里）。

## 二七部隊
3月7日，謝雪紅、鍾逸人、黃金島、黃信卿、蔡鐵城等多人所共同領導的二七部隊正式成軍，駐紮於台中「干城營區」。3月12日，二七部隊考量自身實力有限，以及避免與大批增援國軍在台中市區發生戰鬥波及市民，於是從台中轉移至埔里，並改稱「台灣民主聯軍」。3月13日，台灣民主聯軍（二七部隊）本部進駐埔里武德殿（現埔里鎮公所位置）。3月14日，台灣民主聯軍（二七部隊）佔領能高區署、警察署、埔里郵便局；同日，國軍21師146旅436團之一部經由草屯開往埔里，被二七部隊的分隊在龜子頭（今國姓鄉福龜村）截擊，迫使國軍退回草屯。3月15日，台灣民主聯軍（二七部隊）佔領日月潭與門牌潭兩發電廠、包圍魚池警察所，並與國軍在日月潭附近發生激戰，國軍頗有傷亡敗退水裡坑。

## 戰鬥概要
3月16日，二七部隊的警備隊長黃金島率領三十餘名學生軍駐守烏牛欄吊橋西南邊600公尺處的南、北兩側小山巒與國軍展開激戰
晚間，因兩軍兵力火力差距過大、學生軍腹背受敵、彈藥用罄，決定化整為零，遂行解散。部分隊員之後前往嘉義小梅參加陳篡地的游擊隊繼續抵抗。
2004年，南投縣政府在古戰場的愛蘭橋頭建立「南投縣二二八事件烏牛欄戰役紀念碑」。
碑文內容
|  | 一九四五年八月終戰，台灣欣喜脫離日本殖民統治，殷盼國府仁政，詎料接收台政的行政長官陳儀，歧視台民、不恤民情、剛愎自用、官紀敗壞，加以物價飛漲、民生凋敝，官民關係如鼎沸，大有變起旦夕之勢。至一九四七年二月二十七日，台北因查緝私菸，打傷女販，誤殺路人，當局處置失當，民變因起，迅即燎原台島，本縣各地紛起響應。 縣境最激烈之戰役，為三月十六日由台中青年學生組織之二七部隊與國軍二十一師在埔里烏牛欄（愛蘭）的會戰，學生軍奮勇迎戰，但兩路受敵，彈盡援絕，奮戰竟日終於當晚十一時許埋藏武器後散逸，事稱「烏牛欄之役」，亦是二二八事件最後一役，旋台灣戒嚴近半世紀，清鄉鎮壓牽連無辜，人權受嚴重箝制。 二二八事件，是台灣人民追求民主自由歷程之共同記憶，本府結合歷史與藝術，設置「圓而不圓」紀念碑，象徵全民心靈寄望之和平，與互相依存的族群融合。祈這塊土地上之子民，體諒當年環境特殊，引為殷鑑，放眼未來，用愛與寬恕，療撫傷痕，追求公義，尊重人權，守護民主台灣永遠和平。天佑南投！ 南投縣長 林宗男 謹誌 二ＯＯ四年四月吉日 |

## 外部連結
- 南投縣二二八事件烏牛欄戰役紀念碑 （页面存档备份，存于）
- 二二八大事記，二二八國家紀念館
- 埔里鎮公所網站，228事件 烏牛欄之伇 （页面存档备份，存于）
- 《二二八戰士黃金島的一生》，黃金島，2004，ISBN 9578014538
- 《水沙連》第9期 第11頁 涂進萬等人 水沙連雜誌社 1997年